# Alcidamidas
Alcidamidas, en grec ancien Αλκιδάμιδας est un général Messénien du VIIIe siècle av. J.-C. Après la prise d’Ithômé par les Spartiates, il conduisit une colonie à Rhêgion vers 723 av. J.-C..